# Championnats de France de paratriathlon 2013
Navigation
2014
Cet article présente les résultats des championnats de France de paratriathlon 2013, qui ont lieu à Besançon le dimanche 12 mai 2013.

## Palmarès

### Homme
| Scratch | Triathlète          | Temps           |        | Catégorie |
| ------- | ------------------- | --------------- | ------ | --------- |
| 1       | Yannick Bourseaux   | 1 h 02 min 15 s | Or     | TR4       |
| 2       | David Travadon      | 1 h 04 min 27 s | Argent | TR4       |
| 3       | Arnaud Grandjean    | 1 h 05 min 15 s | Or     | T6B       |
| 4       | Lionel Hiffler      | 1 h 06 min 43 s | Bronze | TR4       |
| 5       | Arnaud Savio        | 1 h 07 min 49 s | Argent | T6B       |
| 6       | Franck Paget        | 1 h 08 min 25 s | 4      | TR4       |
| 7       | Stéphane Leroy      | 1 h 08 min 53 s | Or     | TR5       |
| 8       | Patrick Paradoux    | 1 h 09 min 26 s | Bronze | T6B       |
| 9       | Fabien Blanchet     | 1 h 12 min 30 s | Or     | T6A       |
| 10      | Philippe Cuvillier  | 1 h 12 min 36 s | Argent | T6A       |
| 11      | Pascal Armand       | 1 h 14 min 18 s | 5      | TR4       |
| 12      | Laurent Pavlik      | 1 h 15 min 12 s | Bronze | T6A       |
| 13      | Yan Guanter         | 1 h 15 min 56 s | Argent | TR5       |
| 14      | Arnaud Hutinet      | 1 h 16 min 05 s | 6      | TR4       |
| 15      | Thibaud Legrais     | 1 h 16 min 25 s | 7      | TR4       |
| 16      | Geoffrey Wersy      | 1 h 18 min 01 s | Or     | TR3       |
| 17      | Jean-Pierre Astugue | 1 h 18 min 31 s | 8      | TR4       |
| 18      | Cyril Lorre         | 1 h 19 min 12 s | 9      | TR4       |
| 19      | Raphaël Chaussin    | 1 h 22 min 41 s | Argent | TR3       |
| 20      | Cédric Farrudja     | 1 h 23 min 00 s | Bronze | TR3       |
| 21      | Julien Seneze       | 1 h 24 min 27 s | 10     | TR4       |
| 22      | Daniel Rieb         | 1 h 24 min 27 s | 4      | T6B       |
| 23      | Ahmed Andaloussi    | 1 h 25 min 13 s | Or     | TR1       |
| 24      | Christophe Gendre   | 1 h 26 min 21 s | 11     | TR4       |
| 25      | Alexandre Meunier   | 1 h 29 min 21 s | 12     | TR4       |
| 26      | David Peiffer       | 1 h 35 min 43 s | Or     | TR2       |
| 27      | Christophe Delestre | 1 h 37 min 34 s | Argent | TR1       |
| 28      | Frédéric Thenadey   | 1 h 46 min 58 s | Bronze | TR5       |
| 29      | William Chipot      | 1 h 58 min 55 s | 4      | TR3       |
| 30      | Émeric Jego         | 2 h 12 min 41 s | Bronze | TR1       |

### Femme
| Scratch | Triathlète       | Temps           |        | Catégorie |
| ------- | ---------------- | --------------- | ------ | --------- |
| 1       | Édith Dasse      | 1 h 24 min 45 s | Or     | TR4       |
| 2       | Gwladys Lemoussu | 1 h 30 min 07 s | Argent | TR4       |
| 3       | Élise Marc       | 1 h 34 min 28 s | Or     | TR3       |